# Georgina Amorós

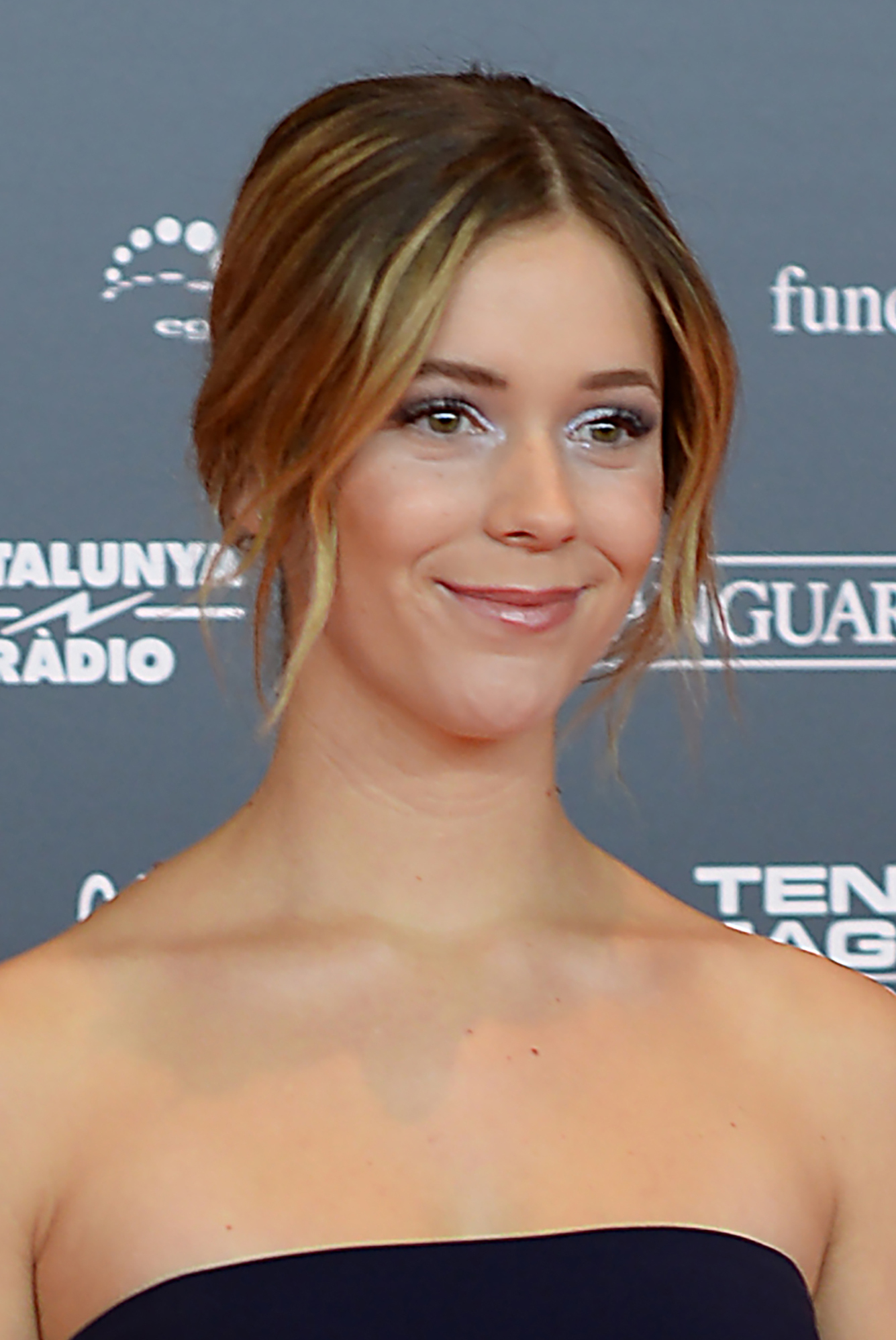
Georgina Amorós (2020)

Georgina Amorós Sagrera (* 30. April 1998 in Barcelona) ist eine spanische Schauspielerin, die durch ihre Rolle der Cayetana in der Netflix-Serie Élite einem breiteren Publikum bekannt wurde.

## Leben und Karriere
Amorós wurde in Barcelona geboren. In ihren jungen Jahren spielte sie in mehreren kleinen Film- und Fernsehproduktionen mit. Mit 17 verließ sie ihren Heimatsort und zog nach Los Angeles um Schauspielerei zu studieren. Ihren ersten großen Fernsehauftritt hatte Amorós 2014 in der spanischen Fernsehserie Velvet auf Antena 3. 2016 war sie im Teenager-Film Tini: Violettas Zukunft zu sehen. Seit 2017 ist sie vor allem in Netflix-Produktionen tätig. Seit 2019 spielt Amorós ihre bisher bekannteste Rolle, die der Cayetana Grajera Pando, in der spanischen Netflix-Serie Élite.
Im Jahr 2019 stand sie für den Woody Allen Film Rifkin’s Festival vor der Kamera, dessen Premiere 2020 stattfand.

### Privates
Nach dem Abschluss ihres Studiums zog sie zurück nach Barcelona. Amorós spricht neben Spanisch und Englisch auch Katalanisch.

## Filmografie (Auswahl)
- 2004: Febrer (Film)
- 2008: Mà morta truca a la porta (TV3)
- 2013–2015: Velvet (Serie) (Antena 3)[4]
- 2014–2015: Bajo sospecha (Serie) (Antena 3)
- 2015: Águila Roja (Serie) (TVE)
- 2016: Seis Hermanas (Serie) (TVE)
- 2016: Tini: Violettas Zukunft (Tini: El gran cambio de Violetta, Film)
- 2017: It’s for You Own Good (Es por tu bien, Film)
- 2018–2019: Welcome to the Family (Benvinguts a la família, Serie) (TV3)
- 2018–2019: Vis a Vis (Serie) (Netflix)
- 2019–2023: Élite (Serie) (Netflix)
- 2020: Rifkin’s Festival (Film)
- 2021: Berenàveu a les fosques (TV3)
- 2022: Codewort: Kaiser (Código Emperador, Film) (Netflix)
- 2023: Jedes Mal, wenn wir uns verliebten (Todas las veces que nos enamoramos, Serie) (Netflix)
- 2023: La última noche de Sandra M. (Film)
- 2024: Puntos suspensivos (Film)
- 2024: Segunda muerte (Serie) (Movistar Plus+)
- 2024: Toutes pour une (Film)